# Air China
Air China Ltd. (čínsky 中国国际航空公司) je národní dopravce a hlavní letecká společnost Čínské lidové republiky. Sídlo letecké společnosti se nachází v čínském Pekingu, domácím letištěm je mezinárodní letiště Capital v Pekingu. Je členem letecké aliance Star Alliance.
V roce 2012 přepravila 72 milionů domácích a mezinárodních cestujících s průměrnou vytížeností 80%.
Dceřinými společnostmi, především aerolinie, jsou k roku 2018 Air China Cargo (vlastní 51 %), Shenzhen Airlines (51 %), Shandong Airlines (100 %), Air Macau (66,9 %), Dalian Airlines (80 %), Beijing Airlines (51 %) a Ameco (75 %).

## Externí odkazy

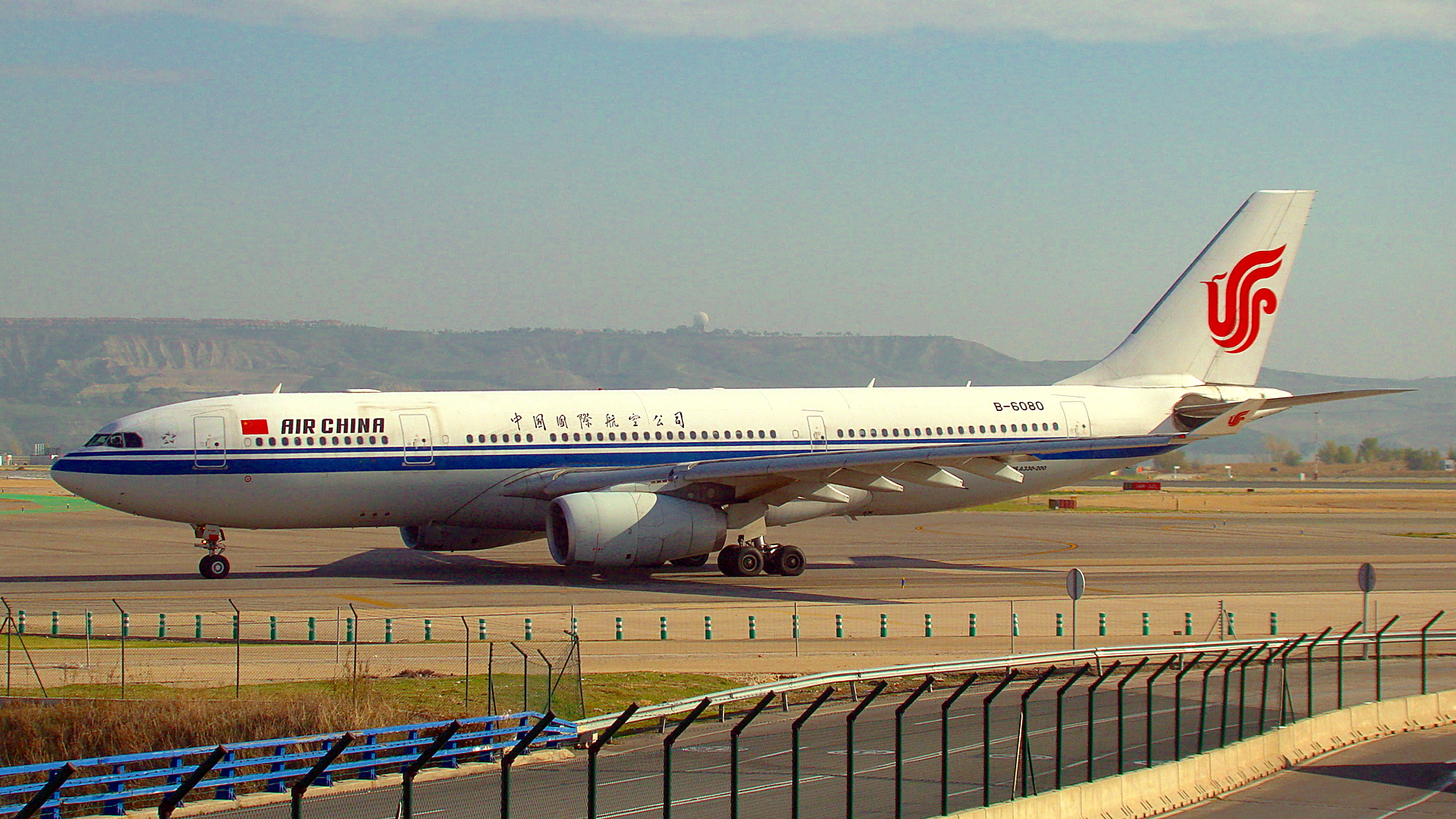
Airbus A330-200 Air China v roce 2014